# 丁兴来
丁兴来（1925年－？年），又名丁童星、丁同修，道名丁宫绪、丁觉春等，生于湖北省麻城县（今麻城市）张家畈镇丁家南冲村南冲埦。盲人，道德金门（亦称金门道）首领，中华人民共和国时期称帝者，1981年至1990年期间在湖北省罗田县称帝。

## 早期生平
丁兴来在1943年至1945年曾先后加入佛门练乩坛、龙门道、观音门、宣佛门、古佛门、瑶池门等会道门组织，1945年被罗田县道首周寿禄（周寿老六）吸收加入道德金门，1950年代初期，湖北省等地掀起大规模取缔会道门的运动。1952年2月麻城人雷金安在大崎毛田（时属黄冈所辖）组织“道德金门开国军”。先后于罗田、浠水、黄冈、麻城、新洲等5县100余村庄发展道众1万余人。雷金安自称皇帝，并封授统军元帅，军师等职位，发动叛乱。后经黄冈县派兵围剿，平息叛乱。1953年，雷金安及其它主要骨干成员30余人被处以极刑，道德金门遂被取缔。丁兴来于1962年被判入狱五年。出狱后，开始积极暗中联络道德金门残余分子谋划恢复道德金门。
鄂、皖山区存在山高水恶，人烟稀少，交通不便的自然状况。并由于自然资源贫瘠、生活环境封闭、生产方式落后等因素的制约，使得当地农民普遍具有文化水平低下，思想愚昧僵化的特点，加之当地医疗条件相对落后，有病难以治疗，使得当地不少人敬畏鬼神。丁兴来利用这一点，借机宣扬其是“柏子大仙”下凡，在上天统管三界，下凡普渡有缘之人士“上天成仙”等。自1980年起在鄂、皖交界一带，以“驱邪治病”，“普渡缘人”为名，借机发展道徒，培养骨干，扩大影响。后根据其本人供述，在此期间还曾利用“诊病”、过“仙气”等方式哄骗和以妖言恐吓等手段，先后骗奸妇女达55人，年龄最大的63岁，最小的13岁。被骗奸的妇女中，有母女、妯娌、姐妹、婆媳、亲家等。

## 建立政权
1981年盛夏时节，丁兴来在位于罗田县包家山信徒江某家中，假借“神仙附体”向信徒宣扬“三期末节”已到，“真命天主”即将登位，天下将归丁姓之人掌管，自己还将会飞身脱壳，返老还童等。丁兴来遂于不久之后于江某家院落内举行登基仪式，丁兴来坐于圆椅上接受近百名道徒跪拜并三呼万岁。丁兴来还当场对总共30名党羽进行封官授爵，封其姘妇占再娥为正宫娘娘，大夫人，昆仑山上59级万道仙法总管；封占再娥之子沈洪兰为宰相，第一位大臣，凌霄宝殿统兵元帅，靠山大王；封其党羽张汉波为凌霄宝殿二路先锋元帅，西天瑶池宫殿红科道员等，并赐封官印。最后丁兴来宣布：
|  | 天开太运还童春，初兴有难之时，虔诚大庆三天，无限奉献庆贺。任何人，任何物，不论山鸡、鸟雀，不可乱飞，不论南、北二京，不论乾坤与足下，永决不移！ |

并于登基日当晚，在被封为正宫娘娘的占再娥的安排下，于江某家中搭起大通铺，丁兴来与被封为西宫娘娘的吴某某、江某某、占某某、高某某等4名女子同床，趁机实施强奸。此后，丁兴来又举行过至少4次登基仪式，而每次仪式过后，都至少与3名以上女子同床，趁机实施强奸。
自1980年起到1990年3月，道德金门发展了众多道徒，分布于湖北、安徽2省3市县8个乡镇。道徒中年龄最大的62岁，最小的仅3岁，其中包括村镇干部、复员军人、国家干部职工、在校学生、共产党员等。还有不少“夫妻道”、“全家道”等。
1990年夏，湖北麻城市公安机关在黄冈地区行政公署公安处的指导下，与罗田县、金寨县等地公安局紧密配合，协同作战，展开对道德金门的取缔行动。共摧毁活动据点9个，收审骨干成员9名，查获道众多人，搜缴各种证据277件。道德金门遂宣告覆灭。